# Hypnum pseudonemorosum
Hypnum pseudonemorosum là một loài Rêu trong họ Hypnaceae. Loài này được (Kindb.) Paris mô tả khoa học đầu tiên năm 1900.